# Српски тробојни гонич
Српски тробојни гонич је раса ловачког пса, пореклом из Србије, која припада породици гонича.

## Порекло
Порекло Српског тробојног гонича је слично другим гоничима на Балкану. Током 1946. године дискутовано је да ли је ово самостална раса или се ради само о варијетету Српског гонича. Закључено је да се ради о самосталној раси и направљен је први стандард. На међународној изложби паса у Београду 7. и 8. јуна 1950. званично су приказани ови пси, а Међународни кинолошки савез је 25. јула 1961. званично признао расу и објавио стандард.

## Карактеристике расе

### Изглед
Српски тробојни гонич, чврст, гипког тела правоугаоног облика делује сигурно и окретно. На глави, са слабо наглашеним стопом, је угласта њушка. Уши, постављене прилично ниско, са заобљеним врховима, висе без набора. Реп, који у доњој половини има облик сабље, спушта се до скочног зглоба. Длака, чупава, помало груба и сасвим равна, постављена је обилном поддлаком. Боја длаке је црна са ознакама палежа код планинског варијетета, тробојна код варијетета истог имена, то јест жуто-смеђа са белом на глави, на грудном кошу и на удовима, са црним пластом. Просечна висина мужјака је 45 до 50 центиметара, а женка је нешто нижа од мужјака. Просечна тежина мужјака је 20 до 25 килограма, док је женка нешто лакша од мужјака.

### Темперамент
Живахан и темпераментан пас. Привржен је власнику и веома поуздан. Веома је издржљив, интелигентан, има добро развијен њух и одличан је гонич.

### Животни век
Животни век ове расе је 12 до 15 година.